# Kromove anorganske spojine
Krom je prehodni element in tvori spojine, ki so naštete na spodnjem seznamu.

## Seznam
- Amonijev dikromat-(NH4)2Cr2O7,
- Barijev kromat-BaCrO4,
- Natrijev dikromat-Na2Cr2O7,
- Reineckejeva sol-NH4(Cr(NCS)4(NH3)2),

### Ostale spojine
Cr(C6H6)2,
Cr2(CH3COO)4,
Cr(acac)3,
Cr(CO)6,
CrCl2,
CrCl4,
CrCl3,
Cr(NO3)3,
Cr2O3,
NH4[Cr(SCN)4(NH3)2]
CrO2,
CrO3,
Cr(NO3)3,
KCr(SO4)2,
Cr2(SO4)3,
Cr2S3,
CrO2Cl2,
Cu2Cr2O5,
PbCrO4,
K2CrO4,
K2Cr2O7,
Na2CrO4,
Na2Cr2O7,